# Strung Out
Strung Out is een Amerikaanse punkband uit Simi Valley, Californië opgericht in 1989. De band staat voornamelijk bekend om haar muziekstijl, waar elementen van onder andere melodische punkrock, progressieve rock, en heavy metal in zijn verwerkt. De band heeft tot op heden acht studioalbums, een livealbum, drie verzamelalbums, en een reeks singles en ep's laten uitgeven, waarvan de meeste via het platenlabel Fat Wreck Chords.

## Geschiedenis
De band werd in 1989 opgericht in Simi Valley, Californië. De oorspronkelijke formatie bestond uit zanger Jason Cruz, gitaristen Jake Kiley en Rob Ramos, basgitarist Jim Cherry, en drummer Adam Austin. Na het uitgeven van een single tekende Strung Out als een van de eerste bands een contract bij het platenlabel Fat Wreck Chords. Austin verliet de band in 1992 en werd vervangen door Brad Morrison, wie vervolgens ook de band verliet. Morrison werd op zijn beurt weer vervangen door Jordan Burns, voormalig lid van Ten Foot Pole. Het debuutalbum Another Day in Paradise werd uitgegeven in mei 1994. Het album werd gevolgd door Suburban Teenage Wasteland Blues in 1996. In 1998 bracht de band het verzamelalbum The Skinny Years... Before We Got Fat uit. In 1998 werd tevens het derde studioalbum Twisted by Design uitgegeven.
Bassist Jim Cherry verliet de band in 1999 en ging verder in de punkbands Pulley en Zero Down. Cherry stierf in 2002 aan hartfalen. Hij werd tijdelijk vervangen door Craig Riker. Later werd Riker weer vervangen door Chris Aiken. In 2000 kwam de ep The Element Of Sonic Defiance uit. Dit album markeert een evolutie in de muziekstijl van de band. Strung Out hield zich niet meer vast aan de punk, maar kwam tot een meer alternatief, experimenteel geluid. Metal voerde de boventoon.
In 2002 werd het vierde studioalbum An American Paradox uitgegeven. An American Paradox is het eerste album van de band dat een plaats in de Billboard 200-hitlijst bemachtigde. In 2003 nam de band een livealbum op als onderdeel van de Live in a Dive-serie van Fat Wreck Chords. het vijfde studioalbum is getiteld Exile in Oblivion en werd uitgegeven in 2004. Dit album bracht Strung Out terug bij de oorspronkelijke skatepunkstijl. Snelheid en instrumentenbeheersing stonden bij dit album weer voorop. Er werd dat jaar ook een videoclip voor het nummer "Analog" van hetzelfde album gemaakt. Het zesde studioalbum van de band, Blackhawks Over Los Angeles, werd uitgegeven op 12 juni 2007.
In maart 2009 werd het tweede verzamelalbum Prototypes and Painkillers uitgegeven. Op 29 september 2009 werd het zevende studioalbum Agents of the Underground uitgebracht. Het album is een stuk minder politiek getint dan het voorgaande studioalbum en is ook meer beïnvloed door de heavy metal dan het album Blackhawks Over Los Angeles.
Op 19 juli 2011 bracht de band opnieuw een verzamelalbum uit, getiteld Top Contenders: The Best of Strung Out. Het album bevat 23 nummers, waarvan er drie niet eerder zijn uitgegeven. Op 2 augustus 2012 maakte drummer Jordan Burns in een interview met Punknews.org bekend dat Strung Out plannen had voor een nieuw studioalbum. Later werd bekend dat album Transmission.Alpha.Delta zou heten en in de zomer van 2014 uitgegeven zou worden. Uiteindelijk werd het album uitgebracht op 24 maart 2015.

## Leden
| Huidige leden - Jason Cruz - zang (1989-heden) - Jake Kiley - gitaar (1989-heden) - Rob Ramos - gitaar (1989-heden) - Chris Aiken - basgitaar (1999-heden) - Jordan Burns - drums (1993-heden) | Voormalige leden - Jim Cherry - basgitaar (1992-1999; gestorven 2002) - Adam Austin - drums, slagwerk (1989-1992) - Brad Morrison - drums, slagwerk (1992-1993) |

## Discografie
Studioalbums
- Another Day in Paradise (1994)
- Suburban Teenage Wasteland Blues (1996)
- Twisted by Design (1998)
- An American Paradox (2002)
- Exile in Oblivion (2004)
- Blackhawks Over Los Angeles (2007)
- Agents of the Underground (2009)
- Transmission.Alpha.Delta (2015)
- Songs of Armor and Devotion (2019)

Verzamelalbums
- The Skinny Years... Before We Got Fat (1998)
- Prototypes and Painkillers (2009)
- Top Contenders: The Best of Strung Out (2011)

Livealbums
- Live in a Dive (2003)

Splitalbums
- As a Matter of Fact (1998)